# Мінський обласний театр ляльок «Батлейка»
Мінський обласний театр ляльок «Батлейка» (біл. Мінскі абласны тэатр лялек «Батлейка», рос. Минский областной театр кукол) — обласний ляльковий театр у місті Молодечно (Мінська область, Білорусь).

## Загальні дані
Мінський обласний театр ляльок «Батлейка» розташований за адресою:
вул. Дроздовича, 5-в, м. Молодечно (Мінська область), Республіка Білорусь.
Директор закладу культури — Алла Полякова.
Вистави театру йдуть на обох державних мовах країни — білоруською (абсолютна більшість) та російською.

## З історії театру
Ляльковий театр «Батлейка» було створено в Молодечно 1990 року відразу ж як обласний театр. Вибір місця був не випадковим — Молодечно є значним культурним осередком Мінської області, тут також працює ще один театр — обласний драматичний.
Від самого початку творчий колектив «Батлейки» орієнтувався на старовинні традиції білоруської культури, на християнську духовність, вважаючи своїм головним завданням відродження й зміцнення національно-культурної Білорусі.
Попри назву, молодечненські лялькарі працюють не лише в батлейковому жанрі, а використовують ляльки різних систем, крім традиційних батлейковий, відповідно, ставляться різноманітні п'єси. Однак візитівкою, театру, звісно, стала са́ме батлейка — вистава «Меч анёла» («Меч янгола») Ігоря Сидорука.
Директором і художнім керівником закладу тривалий час був відомий білоруський театральний діяч Сергій Юркевич.

## Репертуар, творчий склад і діяльність
Здебільшого репертуар Мінського обласного театру ляльок «Батлейка» розрахований на дітей. Зокрема, крім різдвяних батлейок, популярністю користуються вистави за казками народів світу й світових класичних — «Маша и медведь», «Спящая красавица», «Снежная королева», а також за творами білоруських авторів та сучасні інтерпретації класичних сюжетів «Новы калабок» П. Васюченка, «3 поросёнка» І. Сидорука, «Незвычайныя прыгоды паноў Кубліцкага ды Заблоцкага» С. Ковальова, «Жабкі ды чарапашкі» В. Короткевича. Є у молодечненських лялькарів і постановки для дорослих, зокрема популярна вистава «Яна і я» за Янкою Купалою.
Загалом у репертуарі театру «Батлейка» близько 30 спектаклів, і левову частку з них складають постановки білоруською мовою. Щороку лялькарі з Молодечного представляють на суд глядачів 2-3 прем'єрні вистави.
Славу «Батлейки» творить її акторський колектив — Т. Чапаєва, В. Владико, М. Асанович, Т. Павлючук, И. Бібік, П. Субач та інші.
Колектив Мінського обласного театру ляльок виступав з гастролями у багатьох містах Білорусі, низці країн Європи — Україна, Росія, Польща, Німеччина, Італія, Молдова, Сербія, Хорватія; ставав призером і лауреатом численних міжнародних фестивалів лялькових театрів.
Театр «Батлейка» бере активну участь у культурному житті міста й області. Колектив закладу відзначається й стійкою соціальною позицією — так, щороку у день відкриття сезону (1 жовтня) молодечненські лялькарі обов'язково навідуються зі своїми виставами в сиротинці й до дітей з обмеженими можливостями.

## Джерело-посилання
- Мінський обласний театр ляльок «Батлейка» [Архівовано 7 жовтня 2013 у Wayback Machine.] // Театри Білорусі [Архівовано 20 квітня 2010 у Wayback Machine.] на www.belarus-theatre.net («Театральна Білорусь») [Архівовано 11 березня 2010 у Wayback Machine.] (рос.)